# Истанбул Модерн
Истанбул Модерн (тур. İstanbul Modern Sanat Müzesi) — художественный музей в районе Бейоглу турецкого города Стамбул, основанный в декабре 2004 года; специализируется на произведения современного искусства, созданных авторами из Турции; расположился на Босфоре — в помещении бывшего портового склада, перестроенного по проекту архитектурного бюро «TA_ Tabanlıoğlu Architects»; на верхнем этаже была представлена постоянная экспозиция, а на нижнем — кинотеатр и специализированная библиотека, нижний уровень также использовался для временных выставок.

## История и описание
Стамбульский музей современного искусства «Истанбул Модерн» был основан в 2003 году и открыт в районе Бейоглу 11 декабря 2004 года; галерея разместилась на бывшем портовом складе под названием «Антрепо № 4» («Antrepo #4»), который был переоборудован по проекту архитекторов из бюро «TA_ Tabanlıoğlu Architects». Сам склад расположен на Босфоре, в квартале Топхане (Tophane); кинотеатр «Istanbul Modern Cinema» и специализированная библиотека разместились в том же здании. Музей был создан фондом «İstanbul Kültür Sanat Vakfı» (İKSV).
В настоящее время для музея ведётся строительство нового здания, спроектированного архитектором Ренцо Пиано. Предполагалось, что 18 марта 2018 года бывший склад будет закрыт и музей временно перенесёт свою деятельность в здание «Union Francaise» в том же районе — здание было спроектировано архитектором Александром Валлори (Alexander Vallaury, 1850—1921) и построено в 1896 году. В дальнейшем проект Пиано должен будет стать часть перестроенного стамбульского порта Галата.
В постоянной музейной коллекции представлены работы ключевых художников XX и XXI веков, родившихся в Турции: в том числе и Ходжа Али Рыза. Работы международных авторов — в том числе Тони Крэгга, Олафура Элиассона и Джулиана Опи — также есть в стамбульском собрании. В музейных фондах представлены произведения из самых разных дисциплин: от живописи и скульптуры, до инсталляции и произведений видео-арта. С февраля по август 2019 года проводил временную групповую выставку произведений, связанных с текстилем — «The Event of a Thread: Global Narratives in Textiles»; в экспозиции, поддержанной немецким Институт внешних связей (Institut für Auslandsbeziehungen, ifa), демонстрировались работы 25 современных международных художников, включая таких авторов как Белкис Балпинар, Хуссейн Чалаян и Бурхан Догансай.